# Комплекс підземних сховищ Страттон-Рідж
Комплекс підземних сховищ Страттон-Рідж – сукупність ряду сховищ, створених з використанням однієї й тієї ж соляної структури.

## Загальна характеристика
Каверни цього комплексу створені у соляному куполі (діапірі), котрий випинається вверх з відкладень соляної формації Louann (келовейський ярус юрського періоду). Вершина куполу лежить на глибині 381 метр.
Пустоти утворюються шляхом розмивання відкладень, котре може відбуватись як спеціально задля створення сховищ, так із метою видобутку солі. Останнім, зокрема, займається компанія Olin Chemical, котра здійснює у розташованому неподалік Фріпорті виробництво хлора, який в подальшому потрібен для продукування вінілхлорида.
Станом на 1992 рік на Страттон-Рідж було вже 57 каверн (враховуючи задіяні у продукуванні соляної ропи) із загальним об’ємом 150 млн барелів.

## Зберігання ЗВГ
Одними з власників сховищ є компанії, котрим належать розташовані поруч нафтохімічні майданчики. Так, станом на другу половину 2010-х на сайті компанії INEOS (має піролізне виробництво у Шоколейт-Байу) зазначалось, що вона має у Страттон-Рідж 10 каверн, котрі використовуються для зберігання як сировини (етан-пропанова суміш), так і продуктів її піролізу (етилен, пропілен, бутени).
В той же час, Dow Chemical (володіє установками парового крекінгу та дегідрогенізації пропану у Фріпорті) ще станом на 1999 рік мала тут 13 каверн.
Подача нафтохімічної сировини до комплексу можу відбуватись з різноманітних джерел, наприклад:
- через одну з гілок трубопроводу Seminole NGL, котрий подає етан, пропан та етан-пропанову суміш із західного Техасу;
- по етанопроводу Монт-Белв’ю – Фріпорт, спорудженому спеціально для забезпечення сировиною нової піролізної установки Dow Chemical, введеної в експлуатацію у 2017 році;
- по короткому трубопроводу, котрий подає етан з установки фракціонування Свіні, запущеної в середині 2010-х.

## Зберігання природного газу
Зберіганням природного газу у сховищі станом на 2017 рік займались компанії Freeport LNG (володіє терміналом для зрідженого природного газу у Фріпорті), Dow Chemical та Kinder Morgan, при цьому їх каверни могли забезпечити подачу до газотранспртної мережі 14,1 млн м3, 10,7 млн м3 та 2,9 млн м3 на добу відповідно.
Kinder Morgan використовує каверни, котрі бере в оренду. Так, станом на другу половину 2000-х за нею рахувались сховища, орендовані у Dow Chemical (з добовою максимальною подачею 11,3 млн м3) та INEOS (4,2 млн м3).

## Витік 1988 року
У грудні 1988 року виявили втрату етилену з однієї із каверн, котру невдовзі оцінили у 1850 м3. Втім, тестування водних свердловин не виявило їх забруднення. З метою встановити напрямок міграції продукту у березні 1989-го пробурили вдалу розвідувальну свердловину, котра потрапила у зону, де скупчувався втрачений етилен. В подальшому відбувалось його випалювання, котре тривало до квітня 1990 року.